# Paul Banks
Paul Julian Banks (Clacton-on-Sea, Essex, Inglaterra; 3 de mayo de 1978) es el vocalista y guitarrista de la banda neoyorquina Interpol.
Banks se integró a la banda en 1998 cuando se encontró con Daniel Kessler en alguna calle, pidiéndole éste que se uniera, ya que previamente se habían conocido en un programa de estudios en París. 
Después de rechazar la propuesta de Daniel, este siguiendo insistiendo hasta que logró tener material auditivo con el cual convencería a Paul de unirse, pues le agradó el tipo de música que hacían.
En una entrevista, Paul explica que es Daniel quien escribe la música, y es entonces cuando él agrega las letras a las canciones. Siendo más precisos es Kessler quien inicia mayormente con alguna composición y empiezan a dar forma al trabajo. 
En entrevistas Paul ha admitido que primero es el instrumental y luego las líricas y los vocales, según su testimonio, "Siente la música y lo expresa a través de la voz". Sin embargo aclara que en Interpol, él no participa tan activamente en la creación musical, pues es aditivo al trabajo ya hecho de los demás y sobre todo interviene en la parte final de la composición, la compactación.
Su voz ha sido comparada con la de Patrick Fitzgerald de Kitchens of Distinction y, notablemente, con la de Ian Curtis, el fallecido líder de la banda Joy Division, a pesar de las protestas de Banks, quien arguye que esto es una forma de forzar influencias y así simplificar la descripción del peculiar estilo de la banda. 
Realmente ha admitido tener influencias de Kurt Cobain por parte de Nirvana, Pixies, entre otras.
Como cantante, la voz de Paul Banks se registra en el tono de barítono, aunque suele cantar en notas altas y esto se ve intensificado en el álbum de la banda "El Pintor".
La familia de Paul abandonó Inglaterra cuando él tenía tres años, mudándose a Míchigan, España, Nueva Jersey y finalmente a México. Banks abandonó Nueva York luego de graduarse. 
Asistió a la Universidad de Nueva York, donde estudió literatura inglesa. Trabajó en una revista, y luego en un café, para poder brindarle más tiempo a la música.

## Curiosidades
- Al trabajar en la revista Interview, falló en una entrevista con Damon Dash, quien le preguntaría "¿Tú realmente no sabes nada de mí, cierto?"
- Banks habla un impecable español con un acento mezclado entre mexicano y español, fruto de sus años de vida en Madrid y México.
- En agosto de 2009, salió a la venta su disco en solitario llamado Skyscraper utilizando el pseudónimo de Julian Plenti.
- Uno de sus hobbies es la lectura y la fotografía. Su autor favorito es Henry Miller.
- En 2012 saca a la venta su álbum como solista Paul Banks.
- Banks trabaja también con su proyecto paralelo llamado "Banks & Steelz" con RZA, y en una banda llamada "Muzz".